# Protochroomonas
Protochroomonas, monotipski rod zelenih algi u porodici Pyramimonadaceae, dio reda Pyramimonadales. Jedina vrsta je brazilska slatkovodna alga P. granulata